# Ophion trimaculatus
Ophion trimaculatus är en stekelart som beskrevs av Olivier 1811. Ophion trimaculatus ingår i släktet Ophion och familjen brokparasitsteklar. Inga underarter finns listade i Catalogue of Life.